# Gonomyia gulchona
Gonomyia gulchona là một loài ruồi trong họ Limoniidae. Chúng phân bố ở miền Cổ bắc.